# Olivia de Havilland
Olivia Mary de Havilland (n. 1 iulie 1916, Tokyo, Imperiul Japonez – d. 26 iulie 2020, Paris, Métropole du Grand Paris, Franța) a fost o actriță de film americană de origine britanică, câștigătoare a Premiului Oscar pentru cea mai bună actriță în 1946 și 1949. S-a născut în Japonia din părinți britanici, iar din 1941 a fost cetățeană a Statelor Unite ale Americii.
Cariera sa străbate mai multe decenii, apărând de-a lungul vieții în 49 de filme și fiind una dintre cele mai de succes actrițe ale vremii. De Havilland a fost cel mai longeviv star al epocii de aur al Hollywood-ului, trăind 104 ani. Sora sa mai mică a fost actrița Joan Fontaine.
De Havilland găsește succesul la început de carieră alături de actorul Errol Flynn, jucând perechea sa în filme de aventură precum Căpitanul Blood (1935) și Aventurile lui Robin Hood (1938). Cel mai faimos rol al său este cel al lui Melanie Hamilton din filmul Pe aripile vântului (1939),  care îi aduce prima sa nominalizare la Premiile Oscar, pentru cea mai bună actriță în rol secundar. Va ajunge să câștige două Oscaruri pentru cea mai bună actriță, pentru filmele "To Each His Own" (1946) și "The Heiress" (1949). A avut de asemenea o carieră de succes în teatru și televiziune. Din anii '50, De Havilland a trăit în Paris și i-au fost acordate onoruri precum Legiunea de Onoare și Medalia Națională pentru Arte. Pentru contribuția sa în industria filmului, De Havilland primește și o stea pe Hollywood Walk of Fame.

## Copilăria
Olivia Mary de Havilland se naște pe 1 iulie 1916 în Tokyo, Imperiul Japonez. Face parte din vechea familie de Havilland, originară din Normandia. Părinții săi sunt profesorul Walter de Havilland (1872-1968) și actrița Lilian Fontaine (1886-1975). Sora sa mai mică este actrița Joan Fontaine (născută în 22 octombrie 1917). Ambele surori s-au născut ca supuși ai Regatului Unit datorită dreptului stămoșesc.
În 1919, Lilian și-a convins soțul să se întoarcă în Anglia pentru a-și crește familia într-un climat mai temperat. Familia traversează Oceanul Pacific până ajung la San Francisco, unde se opresc pentru a trata amigdalita Oliviei. După ce și cealaltă fată, Joan, se îmbolnăvește de pneumonie, Lilian decide să rămână în California și se stabilesc în satul Saratoga (80 km la Sud de San Francisco). Tatăl Oliviei are să își părăsească mai apoi familia pentru a trăi cu o menajeră japoneză, cu care urmează să se și căsătorească.
Olivia a fost crescută să aprecieze artele, luând lecții de balet de la 4 ani și lecții de pian de la 5 ani. A învățat să citească de la 6 ani, iar mama sa îi preda ocazional lecții de teatru, muzică și oratorie, punând-o să recite citate din Shakespeare pentru a-și îmbunătăți dicția. În copilărie este poreclită de Joan "Livvie", un apelativ care va rămâne cu ea pe parcursul vieții. În 1922, de Havilland începe să studieze la Saratoga Grammar School. În aprilie 1925, după ce divorțul a fost finalizat, Lilian se căsătorește cu George Milan Fontaine, manager de magazine universale din San Jose. 
De Havilland își continuă studiile la Los Gatos High School. Aici joacă în piese ale școlii precum Neguțătorul din Veneția și Hansel și Gretel și excelează în oratorie și hochei pe iarbă. Plănuind să devină profesoară, Olivia studiază și la Notre Dame Convent din Belmont. În 1933, de Havilland își face debutul la amatori, în piesa Alice în Țara Minunilor, după Lewis Carroll. Pasiunea sa pentru teatru duce la neînțelegeri între ea și tatăl său vitreg, care îi interzice să mai participe în activități extracuriculare.

## Cariera

### Începutul carierei
După ce absolvă liceul în 1934, de Havilland se confruntă în alegerea unei carieri. Este recomandată regizorului austriac Max Reinhardt care urma să conducă filmarea piesei de teatru Visul unei nopți de vară. Oliviei îi este oferit rolul lui  Hermia. La început indecisă, Olivia alege să joace în film și semnează pe 12 noiembrie 1934 un contract pe cinci ani cu studioul Warner Bros., marcând astfel începutul carierei sale de actriță profesionistă. Visul unei nopți de vară (1935) reprezintă de asemenea debutul lui De Havilland pe marile ecrane.

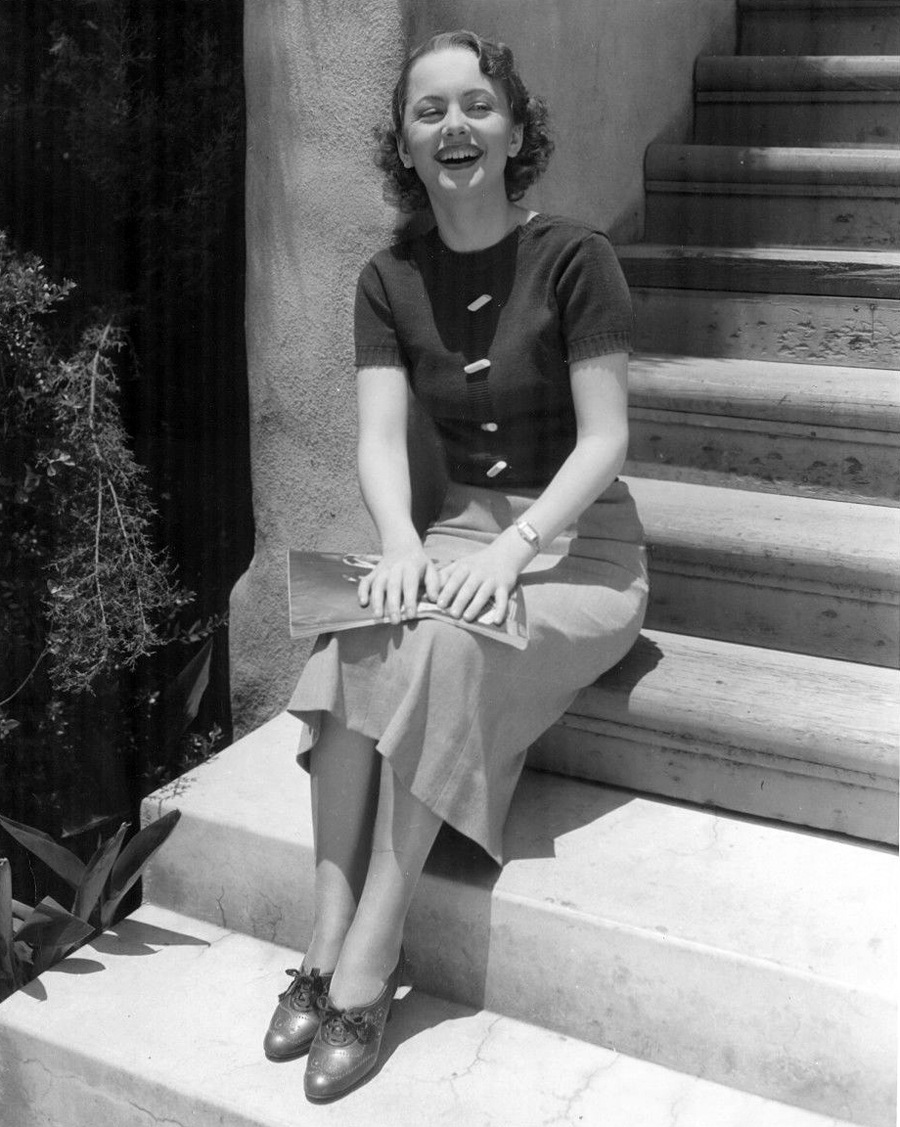
Fotografie publicitară cu Olivia de Havilland pentru The Irish in Us (1935)

Au urmat două comedii, Alibi Ike (1935), cu Joe E. Brown și The Irish in Us (1935), cu James Cagney. În ambele filme de Havilland joacă tipul de interes amoros fermecător, tip de rol cu care va ajunge să fie identificată de către public. Tot în 1935 se realizează pelicula Captain Blood, un film de aventură și dragoste, în care De Havilland joacă rolul tinerei Arabella Bishop. Filmul marchează prima colaborare dintre De Havilland și actorul australian Errol Flynn. Captain Blood ajunge să fie un succes și este nominalizat la patru Premii Oscar, inclusiv pentru cel mai bun film.
În 1936, de Havilland apare în drama romantică Anthony Adverse, în care joacă alături de Fredric March. Bazat pe romanul lui Hervey Allen, filmul urmărește aventurile unui orfan crescut de un neguțător scoțian. Protagonistul se îndrăgostește de o tânără țărăncuță, o face soția lui și apoi, inevitabil, o pierde. Olivia de Havilland interpretează rolul Angelei. Filmul primește șase nominalizări la Premiile Oscar din 1937. În 1936, Olivia mai apare și în The Charge of the Light Brigade, unde este reunită cu partenerul ei de pe platoul de filmare, Errol Flynn. 
În 1937, De Havilland este cap de afiș în comedia Call it a Day, regizată de Archie Mayo. Olivia o joacă pe Catherine Hilton, o bogătașă ce se îndrăgostește de pictorul care îi face portretul. Filmul nu atrage audiențele și nu îi avansează în niciun fel cariera. De un succes mai mare se bucură comedia It's Love I'm After (1937), în care joacă alături de Leslie Howard și Bette Davis.

### Succesul
În septembrie 1937, de Havilland este selectată de șeful studioului Warner Bros., Jack L. Warner să joace rolul fecioarei Marian alături de Errol Flynn în filmul Aventurile lui Robin Hood  (1938). Regizat de William Keighley și Michael Curtiz, pelicula spune povestea legendarului erou britanic care se opune domniei Prințului John în timp ce Regele Richard Inimă de Leu este plecat să lupte în a treia Cruciadă. Fecioara Marian, la început sceptică în privința lui Robin Hood, își schimbă părerea după ce vede că acesta ajută oamenii nevoiași și suferinzi. Marian este, după descrierea lui de Havilland, o eroină inteligentă și sufletistă, ea riscându-și libertatea și viața pentru a-l ajuta pe Robin Hood. Filmul este lanstat în data de 14 mai 1938, fiind un succes critic și comercial. A fost nominalizat la Premiile Oscar pentru cel mai bun film.
Următoarele filme ale lui de Havilland sunt Four's a Crowd (1938) și Hard to Get (1938), ambele comedii romantice. În westernul Dodge City (1939), de Havilland joacă din nou alături de Errol Flynn. De Havilland o interpretează pe Abbie Irving.

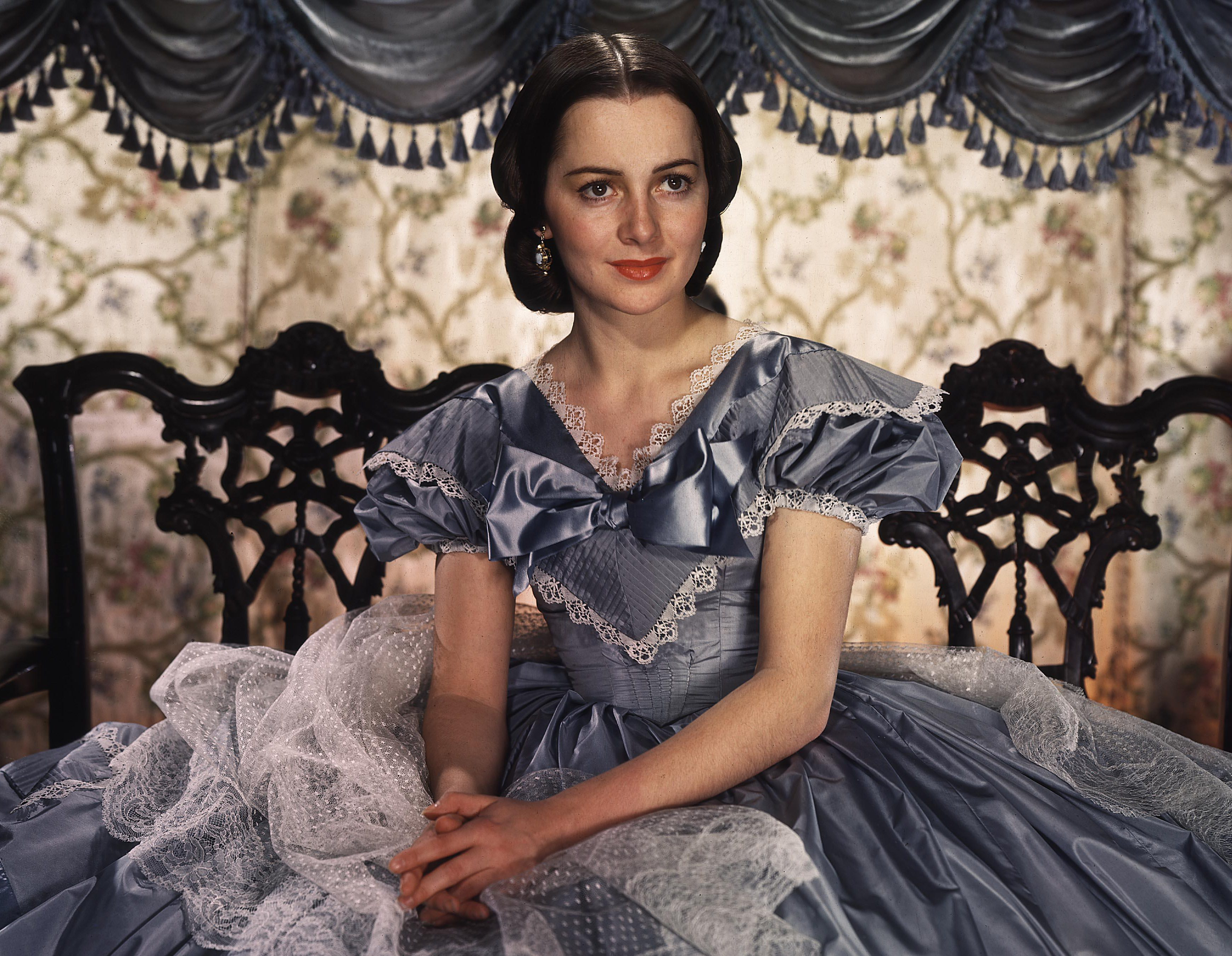
Olivia de Havilland în rolul Melanie (Pe aripile vântului)

Într-o scrisoare datată pe 18 noiembrie 1938, David O. Selznick i-a cerut lui Jack L. Warner să i-o împrumute studioului său pe Olivia de Havilland pentru a juca rolul lui Melanie Hamilton în Pe aripile vântului. Proiectul urma să fie filmat iar Jack nu era hotărât să o împrumute pe Olivia. De Havilland citise romanul ce stătea la baza filmului, și, spre deosebire de alte actrițe doritoare să primească rolul lui Scarlett O'Hara (Vivien Leigh), ea își dorea să fie Melanie - un personaj ai cărei demnități și puteri interioare le putea înțelege. Ca să fie sigură că va primi rolul, de Havilland a apelat la soția șefului de Warner Bros. pentru a o convinge. Warner se rehotărăște și o semnează pe Olivia în proiect, cu câteva săptămâni înaintea începerii filmărilor, pe 26 ianuarie 1939.  
Povestea filmului se desfășoară în timpul Războiului Civil American. Pe Aripile Vântului a avut premiera mondială în Atlanta, Georgia pe 15 decembrie 1939 și a fost bine primit de către critici. Filmul a câștigat 10 Premii Oscar. Pentru prestația sa din film, de Havilland a primit prima sa nominalizare la Premiile Oscar, pentru cea mai bună actriță în rol secundar, dar a pierdut în favoarea lui Hattie McDaniel.
La câteva zile după completarea părții sale din Pe Aripile Vântului, de Havilland a început filmările pentru The Private Lives of Elisabeth and Essex (1939), cu Bette Davis și Errol Flynn. Următoarele filme ale sale sunt filmul romantic Raffles (1939), comedia My Love Came Back (1940) și westernul Santa Fe Trial (1940).

### Procesul cuWarner Bros.
După finalizarea contractului său pe șapte ani cu Warner Bros., de Havilland este informată că alte șase luni i-au fost adăugate în contract, pentru perioada în care a fost suspendată. La vremea respectivă, studiourile producătoare de filme adoptaseră legea californiană ce le permitea suspendarea contractelor actorilor care refuzau anumite roluri, prelungindu-le astfel perioada în care erau datori să muncească pentru ei. Majoritatea actorilor acceptau aceste condiții, dar au existat și artiști, precum Bette Davis, care au încercat să elimine această practică în instanță. 
Pe 23 august 1943, acționând după sfaturile avocatului său, Martin Gang, Olivia de Havilland intentează un proces împotriva studiourilor Warner Brothers la Los Angeles County Superior Court, dorind să obțină o hotărâre declarativă care să clarifice că aceasta nu mai era datoare să lucreze după încheierea celor șapte ani petrecuți la Warner Bros. Acuzarea se baza pe o lege deja existentă în Codul Muncii din California care prevedea interzicerea prelungirii unui contract pe o perioadă mai lungă de șapte ani de la data începerii.
În noiembrie 1943, Curtea Superioară hotărăște în favoarea lui de Havilland, iar Warner Bros. contestă decizia în instanță. Peste aproape un an, California Court of Appeal for the Second District își dă verdictul, din nou, în favoarea Oliviei. Decizia respectivă este recunoscută rapid ca una dintre cele mai ambițioase și importante schimbări legale ale Hollywood-ului, reducând puterea exercitată de studiouri asupra actorilor. Este cunoscută și astăzi ca The De Havilland Law. Victoria legală îi câștigă lui de Havilland admirația și respectul colegilor de breaslă. Ca și concecință a acestui triumf, de Havilland a fost pusă pe lista neagră a studiourilor și nu a apărut în alt film timp de doi ani.

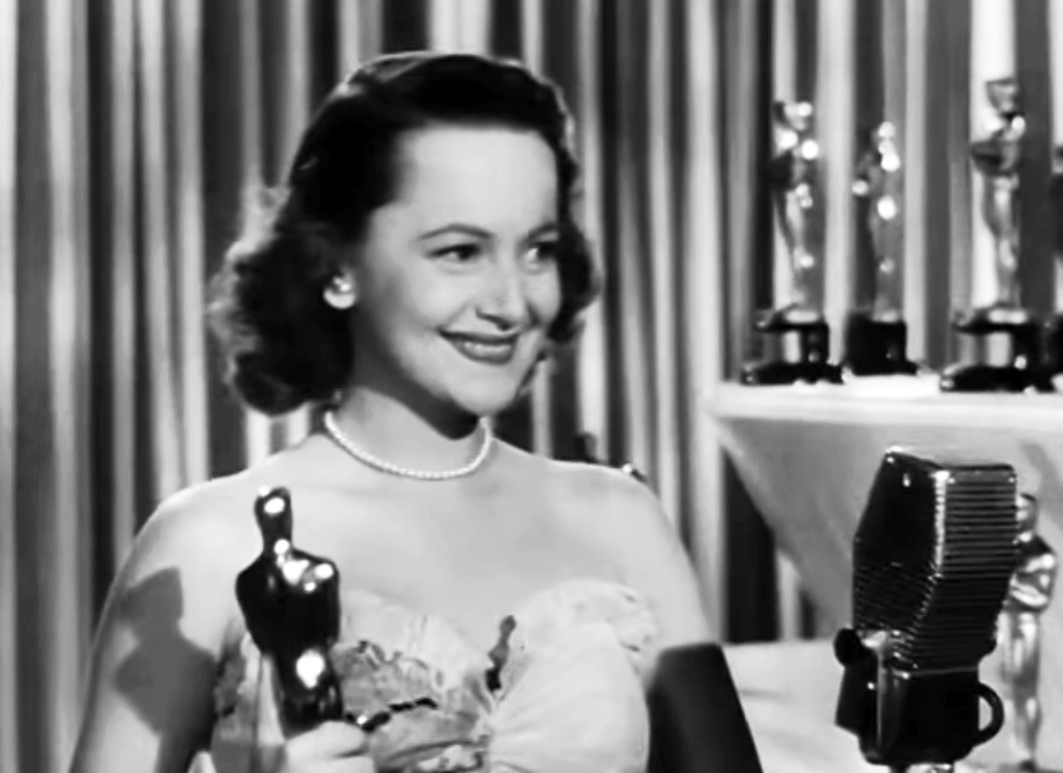
Olivia de Havilland acceptând Oscarul pentru To Each His Own, 13 martie 1947

După eliberarea sa de Warner Brothers, de Havilland semnează un contract cu Paramount Pictures, pentru realizarea a două filme. În iunie 1945, începe să filmeze drama regizată de Mitchell Leisen, To Each His own (1946). Pelicula spune povestea unei mame necăsătorite ce este forțată de împrejurimi să își dea copilul spre adopție. Regretând, Jody Norris îi urmărește de la distanță viața fiului său pe parcurs ce el crește, încercând să dea timpul înapoi pentru o a doua șansă. Rolul a necesitat mult interes din partea lui de Havilland, aceasta trebuind să interpreteze o femeie care îmbătrânește aproape 30 de ani pe parcursul filmului - de la o tânără fată de la oraș, la o femeie de afaceri neiertătoare, devotată conducerii companiei sale de cosmetice. Filmul a fost lansat în Statele Unite pe 12 martie 1946. Pentru prestația sa, de Havilland este nomilalizată și câștigă Premiul Oscar pentru cea mai bună actriță.

## Viața personală
De Havilland a avut relație problematică cu sora sa mai mică, actrița Joan Fontaine. Cele două purtau o ură înrădăcinată una pentru cealaltă încă din copilărie, și o să continue această antipatie pe tot parcursul vieții lor, până la moartea lui Fontaine, în 2013. În 1942, ambele actrițe au fost nominalizate la Premiile Oscar pentru cea mai bună actriță. Fontaine a câștigat, pentru Suspicion (1941). Câțiva ani mai târziu, când Olivia câștigă Oscarul pentru To Each His Own (1946), de Havilland refuză felicitările surorii sale. Relația lor a fost afectată și în 1946, când Fontaine face niște comentarii negative despre soțul lui de Havilland, Marcus Goodrich.
De Havilland a avut de-a lungul vieții relații de prietenie sau amoroase cu actorul australian Errol Flynn, aviatorul Howard Hughes, regizorul John Huston și actorul James Stewart.
Pe 26 august 1946, Olivia de Havilland se căsătorește cu Marcus Goodrich, jurnalist și scriitor, autor al romanului Deliah (1941). Cei doi divorțează în 1953. Împreună au avut un copil, Benjamin Goodrich, născut pe 27 septembrie 1949. Acesta fost diagnosticat cu Limfom Hodgkin la vârsta de 19 ani. A absolvit Univestitatea din Texas. A murit în Paris în data de 29 septembrie 1991, la 42 de ani.
Pe 2 aprilie 1955, de Havilland se căsătorește cu Pierre Galante, editor de revistă. Divorțul li se finalizează în 1979. Împreună au avut o fiică, Gisèle Galante, născută pe 18 iulie 1956.

## Filmografie
- A Midsummer Night's Dream (1935)
- Alibi Ike (1935)
- The Irish in Us (1935)
- A Midsummer Night's Dream (1935)
- Anthony Adverse (1936)
- Căpitanul Blood (Captain Blood), r. Michael Curtiz (1935)
- The Charge of the Light Brigade (1936)
- Call It a Day (1937)
- The Great Garrick (1937)
- It's Love I'm After (1937)
- Gold Is Where You Find It (1938)
- Aventurile lui Robin Hood (The Adventures of Robin Hood), regia Michael Curtiz și William Keighley (1938)
- Four's a Crowd (1938)
- Hard to Get (1938)
- Wings of the Navy (1939)
- Dodge City (1939)
- The Private Lives of Elizabeth and Essex (1939)
- Pe aripile vântului (Gone with the Wind), regia Victor Fleming și George Cukor (1939)
- Raffles (1939)
- My Love Came Back (1940)
- Santa Fe Trail (1940)
- The Strawberry Blonde (1941)
- Hold Back the Dawn (1941)
- They Died with Their Boots On (1941)
- The Male Animal (1942)
- In This Our Life (1942)
- Thank Your Lucky Stars (1943)
- Princess O'Rourke (1943)
- Government Girl (1944)
- To Each His Own (1946)
- Devotion (1946)
- The Well Groomed Bride (1946)
- Dublă enigmă (The Dark Mirror), regia Robert Siodmak (1946)
- The Snake Pit (1948)
- The Heiress (1949)
- My Cousin Rachel (1952)
- That Lady (1955)
- Privește dincolo de tine (1955)
- The Ambassador's Daughter (1956)
- The Proud Rebel (1958)
- Libel (1959)
- Light in the Piazza (1962)
- Lady in a Cage (1964)
- Hush...Hush, Sweet Charlotte (1964)
- The Adventurers (1970)
- Pope Joan (1972)
- The Screaming Woman (1972)
- Airport '77 (1977)
- The Swarm (1978)
- The Fifth Musketeer (1979)
- I Remember Better When I Paint (2009)

## Galerie

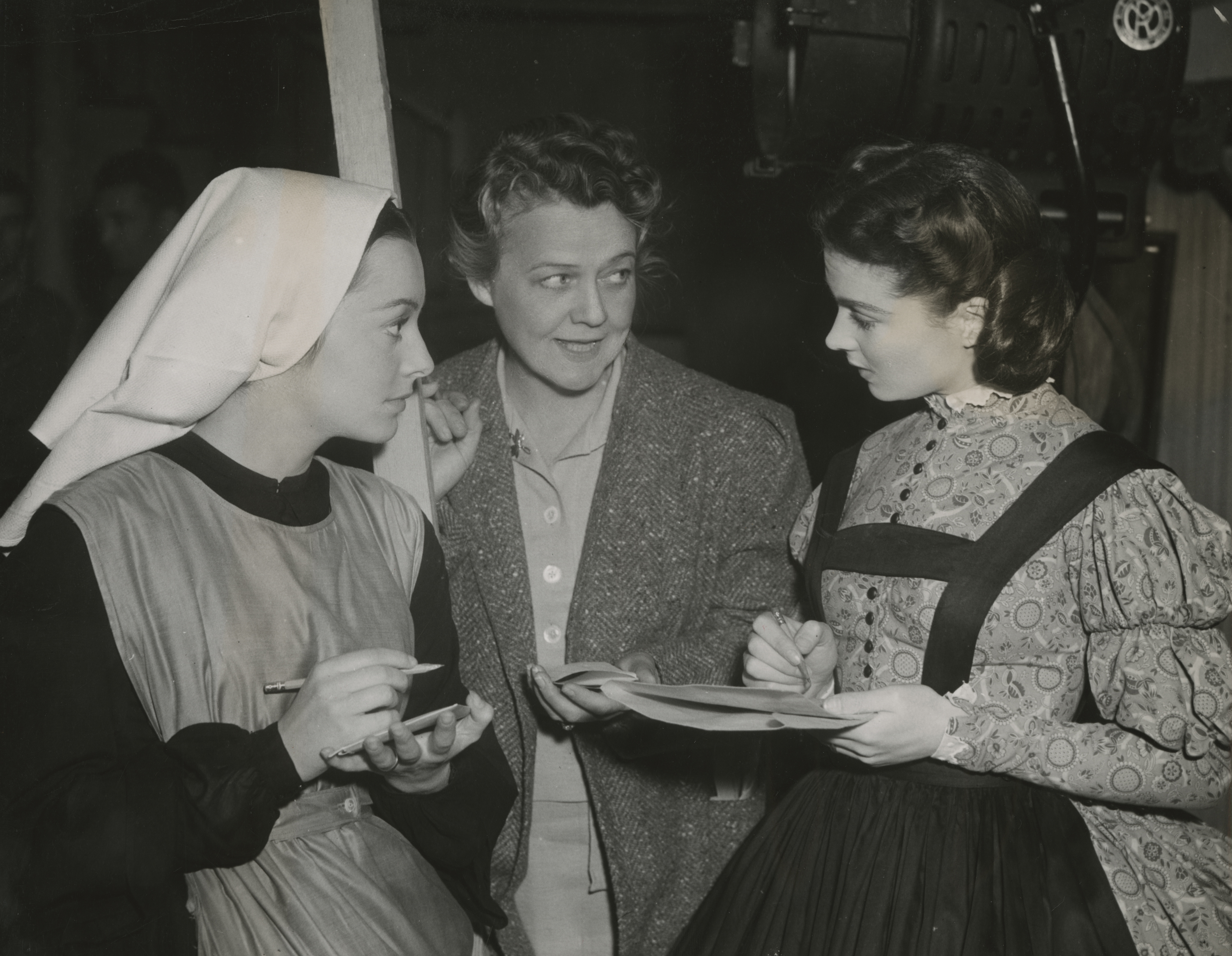
Olivia de Havilland (stânga), Susan Myric și Vivien Leigh pe platoul de filmare Pe aripile vântului, 1939
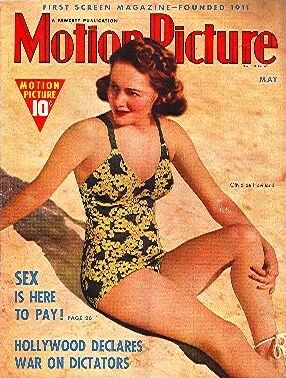
Olivia de Havilland pe coperta revistei Motion Picture, 1939
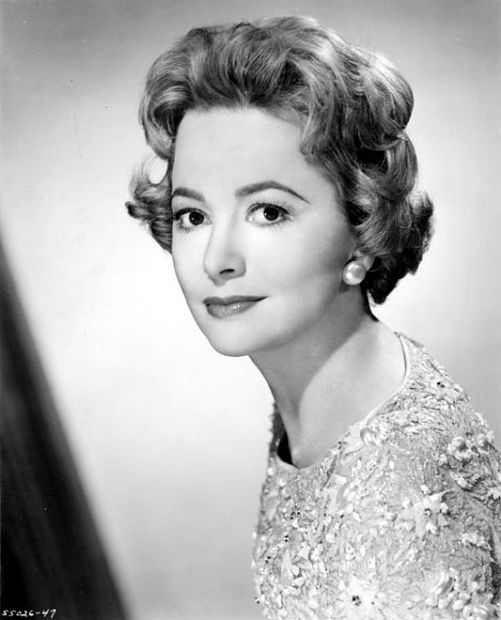
Olivia de Havilland în 1959
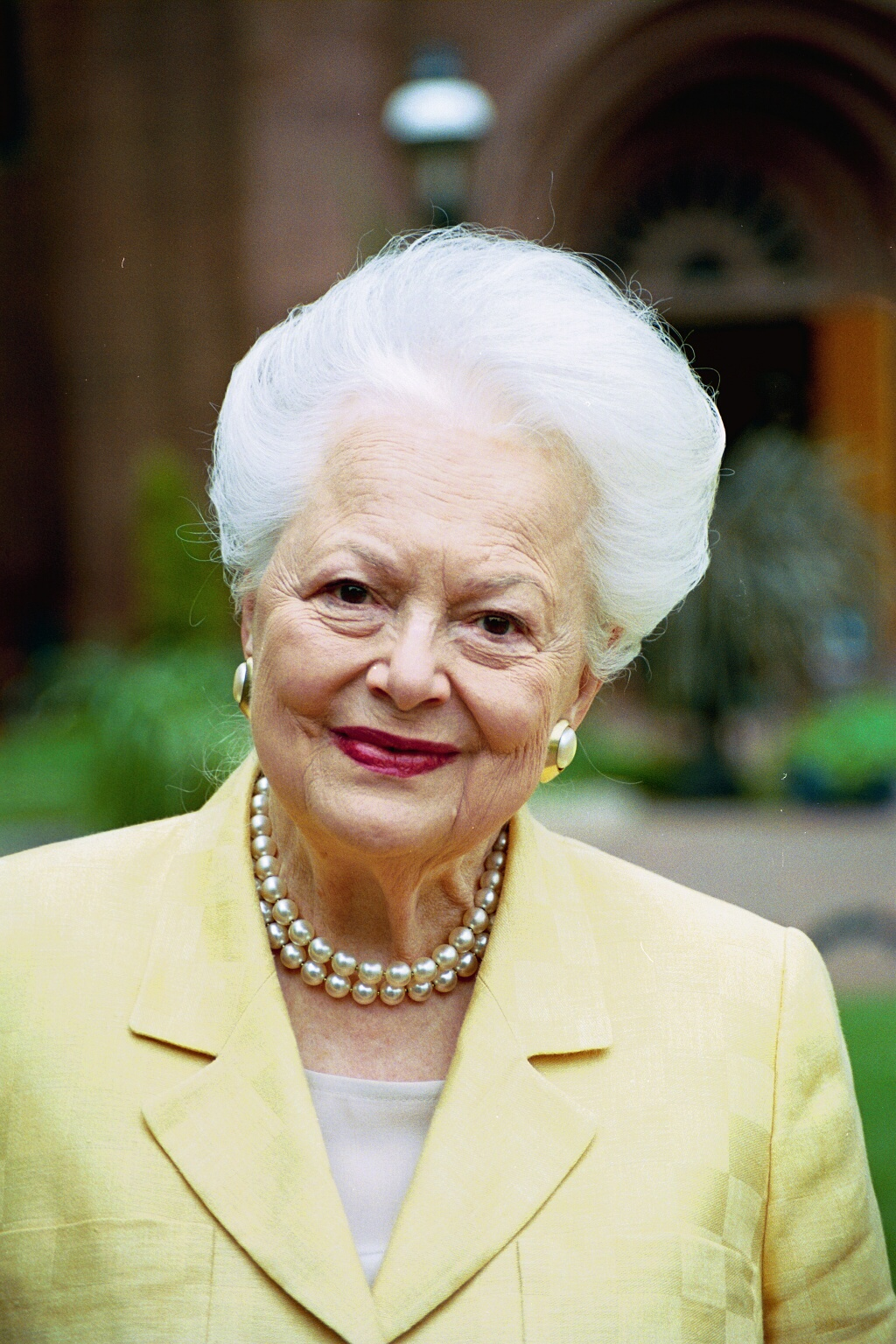
De Havilland la Institutul Smithsonian, aprilie 2000
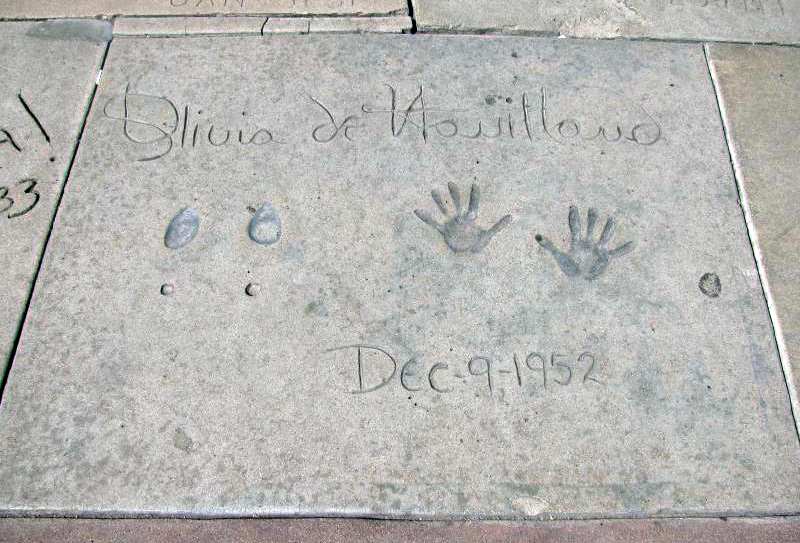
Amprentele Oliviei de Havilland de la Teatrul Chinezesc Grauman
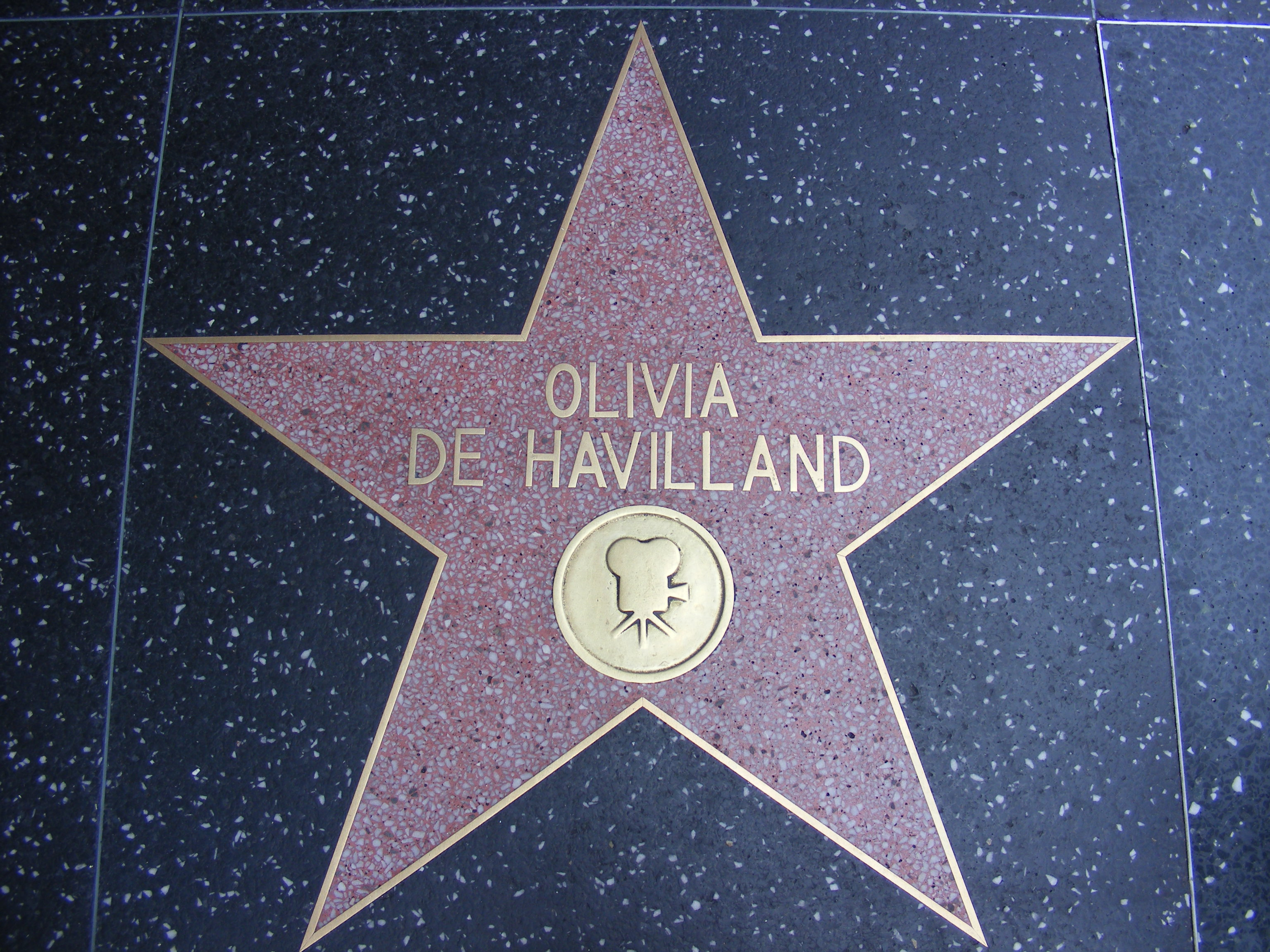
Steaua Oliviei de Havilland de pe Hollywood Walk of Fame